# Сергеевский (Татарстан)
 Сергеевский  — поселок в Аксубаевском районе Татарстана. Входит в состав Беловского сельского поселения.

## География
Находится в южной части Татарстана на расстоянии приблизительно 20 км на юго-восток по прямой от районного центра поселка Аксубаево.

## История
Основан в 1920-х годах.

## Население
Постоянных жителей было: в 1938 году — 167, в 1949—111, в 1970 — 91, в 1979 — 28, в 1989—113, в 2002 году 101 (чуваши 98 %), в 2010 году 83.